# کوونگ وینگ یان
کوونگ وینگ یان (انگلیسی: Kwong Wing Yan؛ زادهٔ ۲۵ ژوئیهٔ ۱۹۸۴) بازیکن فوتبال اهل چین است.
وی همچنین در تیم‌های ملی فوتبال Hong Kong women's national futsal team و زنان هنگ کنگ بازی کرده‌است.